# That '70s Show
That '70s Show (Aquellos maravillosos 70 en España y El Show de los 70 en Hispanoamérica) es una serie de televisión de la cadena televisiva estadounidense Fox, que relata la vida de un grupo de adolescentes de los años 1970; su moda, su música y su día a día. Se emitió por primera vez en Fox el 23 de agosto de 1998 y concluyó en la octava temporada, en el episodio 200 el 18 de mayo de 2006. Está creada por Marcos Brazill, Bonnie Turner y Terry Turner, creadores de 3rd Rock from the Sun y Wayne's World.
La historia se desarrolla en el pueblo ficticio de Point Place (Wisconsin) desde el 17 de mayo de 1976 hasta el 31 de diciembre de 1979 alrededor del personaje de Eric Forman (Topher Grace) y sus amigos Michael Kelso (Ashton Kutcher), Steven Hyde (Danny Masterson), Fez (Wilmer Valderrama), Jackie Burkhart (Mila Kunis) y Donna Pinciotti (Laura Prepon). Narra sus vidas a través del colegio y algunos años posteriores. Los miembros adultos del reparto son Kitty Forman (Debra Jo Rupp), Red Forman (Kurtwood Smith) y Bob Pinciotti (Don Stark). That '70s Show se estrenó el 23 de agosto de 1998. Fue una de las series más vistas en su tiempo entre jóvenes de 15 y 20 años e incluso adultos.
La música de cabecera es una versión de Cheap Trick de la canción «In the Street» del grupo Big Star, formado por Chilton y Chris Bell. Inicialmente la canta Todd Griffin, pero al empezar la segunda temporada, la canción la interpreta Cheap Trick.

## Argumento
¿Qué es lo más interesante de vivir el día a día? Para Eric Forman, su novia Donna y sus amigos Jackie, Kelso, Hyde y Fez, todo es importante. Este grupo de chicos que vive en los años 70 tienen una rutina muy divertida: escuchar y bailar música disco, vestirse con jeans de bota campana y ropa muy colorida, además de tener sexo “sin culpa” y pasar tiempo en el sótano de Eric fumando marihuana, con grandes dosis de humor, sarcasmo y acidez.

## Personajes

### Jóvenes
Eric Forman —Topher Grace.

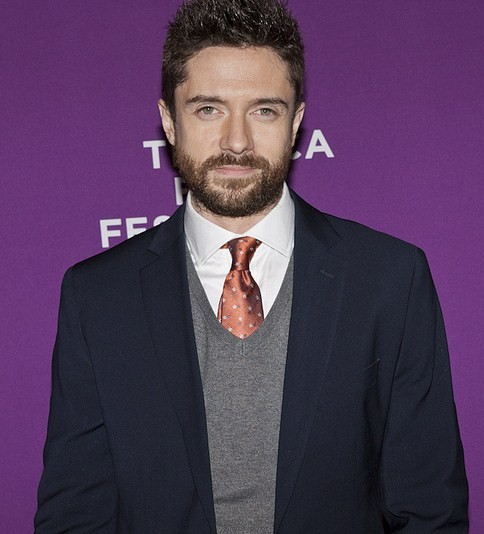
Topher Grace —Eric en That '70s Show.

Eric Forman está interpretado por Topher Grace. El personaje está basado en la adolescencia del creador Marcos Brazill. La mayor parte de la serie tiene lugar en la casa de Eric, más concretamente, en el sótano, que es el lugar donde él y sus cinco amigos pasan su tiempo libre y en ocasiones fuman marihuana. Tiene una madre enfermera con ansiedad y con menopausia —Kitty Forman—, un estricto padre veterano de la guerra —Red Forman—, una promiscua hermana mayor —Laurie Forman—, y su mejor amigo, que más tarde vive con él y se convierte en parte de la familia —Steven Hyde. Fue el principal protagonista de la serie hasta que la abandonó por su papel en Spiderman 3. Sin embargo actuó de nuevo en el final de la serie como recurrente.
Eric es un tipo con buen corazón. Reconocido como friki (obsesionado con Star Wars y los cómics), es físicamente débil, torpe, inteligente, sabelotodo e ingenuo, pero sobre todo sarcástico y con un gran sentido del humor.
Eric es a menudo señalado por su pequeña estatura por lo que otros personajes lo han comparado con «Opie» —por el personaje Opie Taylor, de The Andy Griffith Show—, y Archie Andrews —cómics. Otros sobrenombres incluyen el desafortunado apodo de «ForNena» —de Casey Kelso—, «Flash» —Donna— en referencia a lo rápido que es en la cama o «Eric Fimosis» —Donna—, «Zitty Stardust» —en referencia a que él no puede salir en la foto del anuario cada año sin un grano en la cara—, y «Dumbass» — por Red.
Su novia Donna es físicamente más fuerte que él, lo que es motivo de bromas por todos los de su grupo social.
Michael Kelso —Ashton Kutcher.

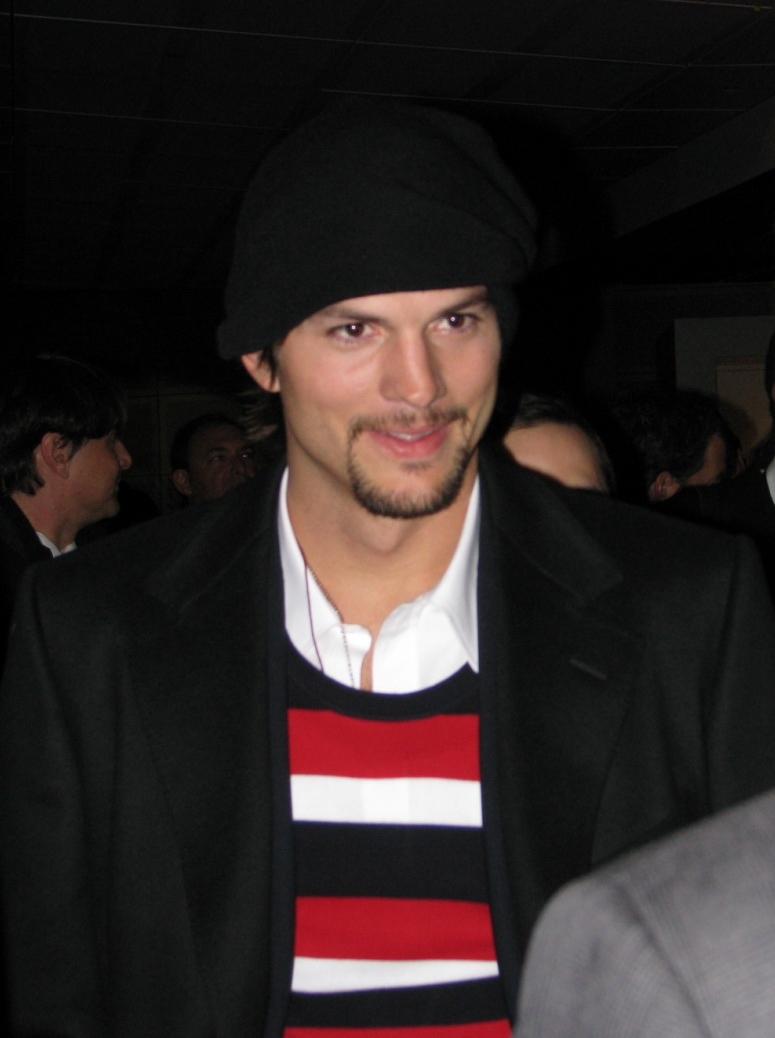
Ashton Kutcher —Kelso en That '70s Show

Giovani Michael Kelso está interpretado por Ashton Kutcher. Alto, delgado y de pelo largo, es el galán del grupo, y un narcisista que interpreta la vida a través de la apariencia. Su comportamiento está muy en línea con los estereotipos súper sexuales. Pasa la mayor parte de la serie en una relación mutuamente parasitaria con Jackie Burkhart, con quien sigue obsesionado después de su ruptura. A pesar de su estupidez, demuestra en varias ocasiones su madurez. Muestra brotes de inteligencia impropios de su habitual personalidad inmadura e infantil. Cerca del final de la serie, Kelso se convierte en uno de los primeros personajes que rompe completamente con la adolescencia, ya en la edad adulta, tiene una niña —Betsy— por lo que decide trasladarse a Chicago para encontrar un puesto de trabajo y así apoyar y estar cerca de su hija recién nacida.
Kelso en la séptima temporada se muda con Fez a un apartamento para que cuando le lleven a su hija ella no corra peligro ya que en su casa sería muy problemático tenerla por sus hermanos que son unos salvajes. Después de que Kelso se diera cuenta de que quería estar con su hija y pensar que su vida estaba estancada, trata de pedirle matrimonio a Jackie. Pero le ofrecen un trabajo en un club de PlayBoy como guarda de seguridad y Jackie rechaza la petición de matrimonio, luego Kelso se va tranquilo para Chicago.
Es el más guapo y siempre está rodeado de mujeres, aunque pocas veces son presentadas. Su mejor amigo es Fez, y Hyde siempre se burla de él aunque siempre se toma a broma lo que le hacen.
Steven Hyde —Danny Masterson.

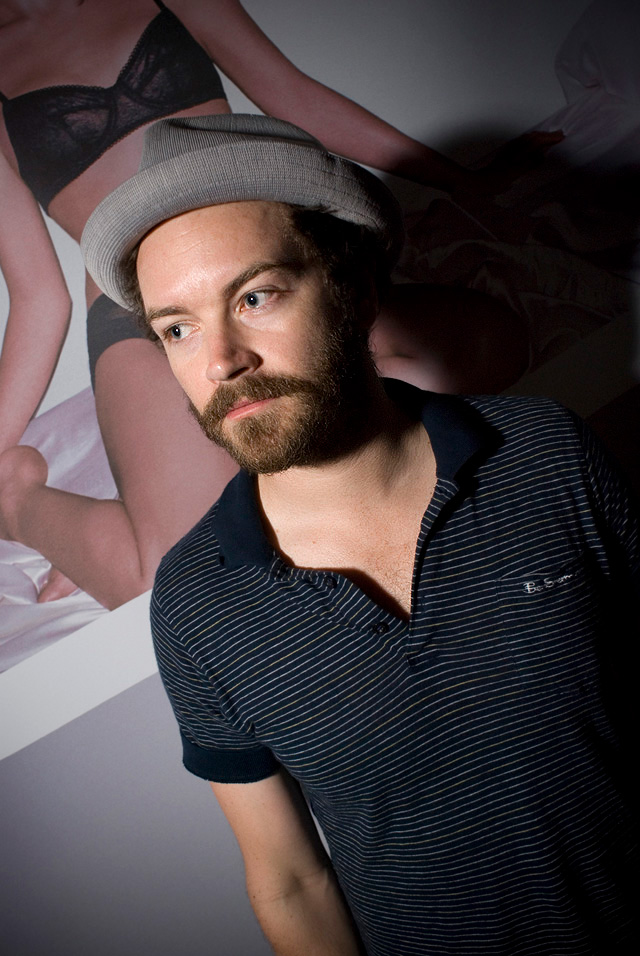
Danny Masterson — Hyde en That '70s Show

Es el mejor amigo de Eric y el antisistema del grupo. Al final de la primera temporada los Forman permiten a Hyde mudarse con ellos después de ser abandonado por su madre, haciéndose casi un hermano de Eric. Hyde tiene un humor sarcástico. Aunque rebelde, también es inteligente, y los otros del grupo le suelen preguntar por consejo. Aunque Hyde sale con Jackie durante tres temporadas,  en el primer episodio de la octava temporada se le ve casado con una bailarina exótica llamada Samantha, por lo que se entiende que estando deprimido por la ruptura con Jackie fue a un bar nudista y se casó con Samantha bajo una increíble resaca. Hyde descubre después que Samantha estaba aun casada cuando se casó con él. Como dice Donna en 8x16 «My fairy king», esto significa que Hyde y Samantha no están casados legalmente. En la séptima temporada, Hyde conoce a su padre biológico William Barnett —Tim Reid—, un sano hombre de negocios afroamericano —haciendo de Hyde que se supone es caucásico, mestizo. Barnett, que posee una cadena de tiendas de discos, le da el puesto de gerente y luego propietario de la tienda en Point Place.
Donna Pinciotti —Laura Prepon.
Hija de Bob Pinciotti, dueño de una tienda de artículos para el hogar, y Midge Pinciotti, una ama de casa inconformista. Es la novia del personaje principal (Eric) y su mejor amiga es Jackie.
A principios de la serie, su hermana menor, de 14 años, Tina —interpretada por Amanda Fuller—, aparece en un episodio pero nunca se la vuelve a ver ni hablan de ella los otros personajes después de la primera temporada —la única alusión es en la segunda temporada, episodio 6, donde una voz en off que homenajea a la serie Soap —Enredo en España, cuya característica es que al principio de la serie esa voz en off narra los hechos acontecidos hasta el momento, mencionando a todos los personajes y sus relaciones— menciona dicha hermana. Una hermana mayor, Valerie, es mencionada una vez como que está en la universidad, pero nunca se menciona de nuevo.
Es inteligente e ingeniosa, con ideales feministas; es exteriormente segura y firme, a veces hasta el punto de ser arrogante. Hace de estas cualidades su base para hacer frente a sus asuntos personales, como sus padres, que mantienen una relación inestable, lo que les lleva al divorcio. Su principal característica es la fuerza muscular, siendo una de las más fuertes del grupo. Donna se distingue por ser la más madura del grupo. Donna y Eric se comprometen pero Eric la deja abandonada en el altar, pero aun así su relación sigue hasta la temporada 7.
Jackie Burkhart —Mila Kunis.
Jacqueline Beulah Burkhart está interpretada por Mila Kunis, es la mejor amiga de Donna y fue novia de Kelso, Hyde y finalmente Fez. 
Jackie se introduce en el episodio piloto principalmente como la novia de Michael Kelso. Le gusta dar consejos que a menudo suenan típicamente irreflexivos y superficiales, aunque a veces resultan ser coherentes. Rica, presuntuosa e irritante, Jackie nunca fue invitada al grupo de amigos, pero cree que al ser la novia de Kelso tiene un pase V.I.P. para formar parte del grupo, ya que Kelso es miembro. A pesar de estas características, Jackie es muy popular en la escuela; votada entre las más populares por las «mejores piernas», y fue la subcampeona de la «Reina de la nieve». Ella es también una charlatana, cosa que al grupo —y a nadie más— le interesa. A menudo puede llegar a parecer que frustra la afinidad con los demás en el grupo debido a su egocentrismo. Si bien, puede ser muy buena manipulando, ha demostrado que tiene momentos agradables.
Fez —Wilmer Valderrama.
Interpretado por el actor venezolano-estadounidense Wilmer Valderrama. El nombre de «Fez» es la abreviatura de «foreign exchange student» —estudiante extranjero de intercambio— a pesar de la diferencia ortográfica, el FAQ del sitio web oficial lo describe como licencia poética. Sus amigos saben su verdadero nombre, pero consideran que es impronunciable. Normalmente Red le llama «el extranjero», o se refiere a él con un nombre extranjero al azar, por ejemplo, Hadji, Anwar, Sabu, Ali Baba, Pelé, Ahmad, Stalin, Tutankamón, etc., solo lo llama Fez cuando está borracho. En el episodio 1 de la temporada 10, «Sunday Bloody Sunday», la abuela de Eric lo llama Desi. Kitty también lo llama una vez «hombre joven con un acento». Red, una vez lo llamó Tarzán, de lo cual Fez se horrorizó ya que, en sus palabras; «¡Tarzán es un hombre blanco!».
En un flashback del episodio se muestra el momento en el que Fez se reúne por primera vez con los demás, en el que lo rescatan de una taquilla donde varios matones lo había colgado de un gancho de abrigo. Los matones le preguntaron «si estaba colgado», a lo que él les dice que sí —juego de palabras ya que High en inglés puede significar Colgado físicamente y colocado por efecto de las drogas. Luego cuenta a la banda que «no debería haber dicho que sí». Momentos más tarde dice su nombre real, pero no se oye debido a la señal de la campana de la escuela. Hyde dice «Bueno, no lo voy a recordar» a lo que Kelso responde «¡Ya sé! Te llamaremos Capitán Poo». El único hecho conocido de su nombre es, como dice en el episodio 8x12 «Killer Queen», que las cinco primeras K de su apellido no se pronuncian. En una ocasión habló de cómo estudiar en los Estados Unidos podría convertirle en un dictador en su tierra natal, «La bella isla de …» y no termina porque le interrumpen. 
Randy Pearson —Josh Meyers.
El nuevo miembro del grupo introducido en la octava temporada. Randy aparece como un chico gentil, educado y un hombre al que las mujeres gusta, aunque luego sobresalen algunas de sus debilidades. Forma una amistad con Red después de mostrarle qué bueno es reparando cosas. Hyde, Jackie, Donna y Kelso lo aceptan como nuevo miembro del grupo, pero Fez no. Randy sale con Donna casi la totalidad de la octava temporada, pero al final rompe con él.
Laurie Forman — † Lisa Robin Kelly y Christina Moore.
Laurie Forman está interpretada por Lisa Robin Kelly aunque al comienzo de la sexta temporada es interpretada por Christina Moore. Es una joven promiscua, vista a menudo con diferentes hombres, desde su profesor de psicología de la universidad hasta el amigo de Eric, Michael Kelso, con quien engañó a su novia Jackie Burkhart. Es objeto de la fantasía sexual de Fez, con quien se casa más tarde para que pueda obtener la nacionalidad estadounidense. Eric, Steven y Donna discuten a menudo sobre su promiscuidad, y Eric varias veces se refiere a ella como una «bruja». Jackie la odia y por lo general se refiere a ella como «puta», en un punto de entrar en una lucha con ella por Kelso. Es dulce con sus padres, a menudo le da a su madre Kitty motivo de preocupación, como en el caso de cuando Laurie intenta seducir al ministro local, el Pastor Dave —Kevin McDonald. A pesar de su personalidad desagradable con Eric, en ocasiones, ha mostrado simpatía hacia él, como cuando fue traumatizado después de ver a sus padres tener relaciones sexuales. Nació con una cola, cosa que le avergüenza.

### Adultos
Kitty Forman —Debra Jo Rupp.
Kitty Forman —de soltera Sigurdson; nació el 13 de octubre de 1933— es interpretado por Debra Jo Rupp. Kitty es una enfermera, pero a veces toma un descanso en su carrera para conciliar los problemas familiares. Tiene una risa algo estridente y peculiar —un accidente de Debra Jo Rupp— y una afición por el baile. Kitty es, en muchos aspectos, la típica esposa y madre de los años 70, poniendo a su familia en primer lugar y siempre tratando de resolver los conflictos dentro de su hogar a pesar de que sus esfuerzos, por lo general, no consiguen solucionarlos. Ella es la madre adoptiva de toda la pandilla, y es una fuente de consuelo y consejo para todos ellos. Kitty es la cordura y la sobriedad, aunque siempre se hacen referencias o comentarios acerca de su relación con la bebida, dando a entender que es casi una alcohólica. Es ex fumadora aunque no lo llega a dejar del todo, ya que en algunos episodios se le puede ver fumando, pero Red no lo sabe.
Red Forman —Kurtwood Smith.
Interpretado por Kurtwood Smith, es el padre de Eric Forman, exmilitar en la guerra de Corea y siempre quiere fastidiar a los amigos de su hijo. Quiere hacer de Eric todo un hombre y por eso lo fastidia y lo pone a prueba constantemente. Muestra favoritismo por su hija haciendo caso omiso de su promiscuidad, tanto con su profesor de la Universidad, como con Kelso.
Sus pasatiempos incluyen el trabajo con sus herramientas eléctricas, beber cerveza, ver la televisión, sobre todo los acontecimientos deportivos en los que participan equipos de Wisconsin, leer el periódico, la caza y la pesca. En general, Red goza de la soledad y no le importa tener pocos amigos verdaderos además de Kitty y, a veces, Bob. No le gusta hablar con sus vecinos, los Pinciottis, porque afirma que «podría terminar teniendo que pasar tiempo con ellos», algo que sucede más de lo que quisiera. También disfruta matando cosas, como por ejemplo, las ardillas que aparecen en la primavera, ya que roban los tomates que Kitty planta en el jardín.
Midge Pinciotti —† Tanya Roberts.
La mujer de Bob, madre de Donna, y la mejor amiga de Kitty. Midge es la madre sexy sobre la que Eric y sus amigos fantasean. Tienen un gran corazón e ideales feministas. Ella y Bob se divorcian cuando se va de la serie en la tercera temporada. Vuelve durante la sexta y séptima temporada en un papel recurrente donde ella y Bob casi vuelven a estar juntos.
Bob Pinciotti —Don Stark.
El marido de Midge, el padre de Donna. Bob se vanagloria del trabajo que realiza en la Guardia Nacional, algo que irremediablemente irrita a Red. Bob también es conocido por caminar alrededor de la casa con su albornoz abierto y sin ropa interior. Come constantemente, incluso en la cama. Bob está casi siempre de buen humor y le gustan las mujeres.
Pam Burkhart —Brooke Shields.
La madre de Jackie; aparece en la sexta temporada y mantiene una relación con Bob Pinciotti.
Leo Chingkwake —Tommy Chong.
Leo se presentó en el episodio «Fiesta». En su primera escena en la serie, le hace una entrevista a Hyde para un trabajo en el Foto Hut. Leo pregunta: «¿Te gustan las fotos, tío?», Hyde dice que sí, y Leo le da el trabajo. No entrevistó a nadie más porque nadie se presentó.
En el episodio 5 de la temporada 17, «Evermore's battle,» después de que Leo hubiera estado ausente durante varios episodios, Hyde recibe una carta suya que dice «Querido Hyde, tío. Un día paré en Point Place a comer un bocado, y sin darme cuenta ocho años han pasado. ¡WOW! Eso rima... Debo volver a casa con mi esposa. Cuídate, eres un buen chaval, tío. Eres un buen chaval, tío.»
Leo vuelve a la serie, en el episodio El camino de Down después de casi una temporada de ausencia cuando se entera de que Eric Forman prepara un viaje por carretera. Poco después de su reunión, Hyde deja encargado a Leo la tienda propiedad de su padre cuando este se va a Las Vegas. Cuando regresa, ve a un montón de hippies sentados alrededor de una pipa, y cuando intenta entrar en su oficina, descubre que una orgía está teniendo lugar. Hyde decide despedir a Leo, pero al final se arrepiente y decide no hacerlo y contratar a Randy.
Después de que Ashton Kutcher no renueve su contrato para la octava temporada, la serie se queda sin un residente «idiota», por lo que Leo empieza a tomar un papel más importante.
A veces, se inscribe en el «círculo» con Hyde y el resto de la pandilla. En particular, se incorpora a un círculo cuando los chicos se están drogando.
Es un personaje de lo más irracional. Es un hippie que vive en un submundo mental lleno de reflexiones dignas de un hippie de la generación Woodstock pero con un gran corazón. Trabaja en un establecimiento de discos en el que Steven Hyde es el dueño —Danny Masterson— en el cual el desastre está asegurado. En la octava temporada, cuando Red Forman va a una reunión de veteranos, se descubre que él fue soldado en la Segunda Guerra Mundial y salvó a muchos de sus compañeros de unos alemanes por lo que le dieron la medalla de corazón púrpura, lo cual hace que el Sr Forman le tenga más respeto ya que siempre lo veía como un "hippie degenerado"

## Avance del tiempo en la serie
Los creadores de la serie querían darle un toque a los 70 desde el principio, y por eso optaron situar la serie al final de la década de los 70, cuando las tendencias e ideas políticas se habían establecido y diseminado firmemente. La idea de que la duración de la serie lleve temática sociopolítica también necesita una cadena de eventos sociales que influencien en los personajes. Aunque se elige finalmente 1976, año que permite grabar episodios entre un corto periodo de tiempo dirigido a incluir, la revolución sexual, la Enmienda de Igualdad de Derechos, la Crisis del petróleo de 1973, la presidencia de Richard Nixon y Gerald Ford, todos los cuales son eventos influenciados culturalmente que ocurren en los años posteriores al 1970. El periodo de 1977 durante la última mitad de la primera temporada también permite la inclusión del episodio Star Wars —25—, ya que su estreno coincide con el estreno de Una nueva esperanza, en ese tiempo solo conocido como Star Wars.
A lo largo de las dos primeras temporadas, los episodios inician mostrando la temporada/mes y año —ejemplo: Final de la primavera, 1977, o junio de 1977. Sin embargo, esto, se abandona después de la segunda temporada, y solo alguno de los episodios posteriores lo utilizan. Aunque son utilizados de nuevo en el episodio final, mostrando «31 de diciembre, 1979 10:45 a.m.». Desde el estreno del primer episodio el año de cada episodio puede ser determinado por las matrículas del Vista Cruiser de Eric al final de los créditos de apertura de la serie y los créditos finales. En los créditos finales del episodio final la matrícula muestra el año 1980. La serie se sitúa en mayo de 1976 en el estreno del 23 de agosto de 1998. Después de doce episodios, la serie pasa al año 1977.
El episodio 23, Grandma's dead, se sitúa también en 1976, porque se supone que iba a ser el final de la primera temporada. La serie permanece en el 1977 en las dos siguientes temporadas. Cerca del final de la tercera temporada, la serie pasó al 1978 hasta casi el final de la sexta temporada. Los episodios que quedan tienen lugar en el 1979, y el episodio final termina abruptamente durante la fiesta de Año Nuevo mientras que los personajes alcanzan la cuenta atrás a «uno» del 1 de enero de 1980.
La duración inesperada de la serie —es la única serie que es estrenada en FOX en 1998 que sobrevivió a las cancelaciones— combinada con la primera temporada que salta al 1977 necesita una desaceleración en la «temporalidad» de la serie. Después de un tiempo esto se vuelve problemático desde un punto de vista narrativo, ya que casi cada año tiene un episodio de acción de gracias y/o de Navidad, y los actores adolescentes interpretando estudiantes de instituto tienen una edad alrededor de los 20 años cuando se gradúan en el instituto después de cinco temporadas -salvo Mila Kunis, que no llega a los 20. Cuando la «temporalidad» de la serie comienza a acelerarse y ralentizarse con más rapidez al acercarse el final de la serie, la «temporalidad» necesita describir eventos importantes que ocurren con meses de separación que de hecho ocurrirían con semanas de separación o días.

## Elementos característicos de la serie

### Point Place
Point Place es una pequeña ciudad suburbana en Wisconsin cerca de Green Bay donde se lleva a cabo la sitcom That '70s Show. Aunque la ubicación de Point Place, Wisconsin, no se fija en el programa propiamente dicho, el "FAQ" en el programa oficial dice: "Point Place es un suburbio ficticio de Green Bay, Wisconsin. Esta es la razón por la que muchos Wisconsineses pueden reconocer nombres de pueblos cercanos como Kenosha. Esto parece contradecir directamente con información concreta en varios episodios, como un episodio ("The Velvet cuerda") en el que es posible conducir a una fiesta en Chicago en el curso de un pocas horas, y en otro Kelso afirma que Chicago se encuentra unas dos horas en coche desde Point Place. En el transcurso de la serie muchas empresas locales eventos estaban localizadas o están teniendo lugar en Kenosha (Kenosha está a 155 millas o 249 kilómetros, de Green Bay). Con que el nombre del pueblo fue elegido porque el cocreador Bonnie Turner es de Toledo, Ohio, donde hay una sección de la ciudad que se llama Point Place.

### Los años 70
La serie ganó el reconocimiento en su primera temporada por ofrecer una retrospectiva de una década llena de política, eventos, tecnología e hitos que han llegado hasta nuestros días. La serie aborda importantes cuestiones sociales de la época; como el feminismo, el progresivo desarrollo de la sexualidad humana, los conflictos generacionales, las actitudes y la reacción de la Gran Generación a su creciente influencia; las dificultades económicas de la recesión; la desconfianza en el gobierno estadounidense entre los trabajadores, los adolescentes, el uso de drogas, y la evolución de la tecnología del entretenimiento, a partir de la televisión y el mando a distancia —«el clicker»— hasta el videojuego Pong.
A partir de la segunda temporada del show, el tema cambia radicalmente y los acontecimientos de los 70's ya no tienen una repercusión importante en la trama de la serie. En las sucesivas temporadas se centra cada vez menos en los aspectos sociopolíticos de la historia, hasta el punto de que la década se convierte en simplemente un telón de fondo en el cual se desarrolla el guion. La dinámica de la relación entre Eric Forman y Donna Pinciotti, que fue el punto focal de la serie en sus primeras temporadas, fue alterado radicalmente en las temporadas posteriores. Más tarde se asemeja más a las relaciones de otras parejas de los dramas adolescentes. Del mismo modo, la primera temporada del show presentó un tema recurrente, no de comedia, en la que la familia Forman estaba en constante peligro de perder su hogar debido al cierre de la fábrica de repuestos de automóviles donde trabajaba Red. Las historias desarrolladas en los episodios posteriormente fueron presentadas de una manera más cómica y menos dramática.
También aparecen en la serie actores invitados de series de televisión de los años setenta, como Mary Tyler Moore —The Mary Tyler Moore Show—; Valerie Harper —Rhoda and The Mary Tyler Moore Show—; Tim Reid y Howard Hesseman —WKRP in Cincinnati—; Eve Plumb, Barry Williams y Christopher Knight —The Brady Bunch—; Tom Bosley y Marion Ross —Happy Days—; Monty Hall —Let's Make A Deal—; Gavin MacLeod —The Love Boat—; y Danny Bonaduce —The Partridge Family. o Ken Shamrock y Dwayne Johnson de la WWF.
A partir de la quinta temporada, cada episodio es nombrado con una canción de una banda de rock famosa en los 70: Led Zeppelin —quinta temporada—, The Who —sexta temporada—, The Rolling Stones —séptima temporada—, y Queen, salvo el último —octava y última temporada.

### Pantallas divididas
Una escena que aparece bastante en la serie consiste en una pantalla dividida en la que dos de los personajes del grupo hablan entre sí en cada una de las partes. Por lo general, se dan consejos para la solución de un problema con alguien que aparece en la segunda pantalla. El humor en estas escenas se encuentra en que las conversaciones suelen ser reflejo de unos y de otros, llegando a conclusiones totalmente diferentes. Es a menudo utilizado por las parejas de la serie, donde cada uno de los miembros de la pareja se asesora sobre su relación de una manera diferente. Por ejemplo, en una de esas escenas en el episodio 3x11 «Who wants it more?»; Donna y Eric le dicen a Jackie y Hyde que se han estado conteniendo durante tres días sin tener relaciones sexuales y que tal vez deberían acostarse. Jackie y Hyde le dicen a Donna y Eric respectivamente que no se acuesten o serán dominados por el otro. La pantalla dividida es raramente utilizada en las temporadas finales.

### Significado de los sueños
Elementos de That'70s Show incluyen surrealistas, y a veces elaboradas, secuencias de sueños de los diferentes personajes, algunos de los cuales incluyen referencias o parodias de las modas y las películas de la época, como Star Wars, Rocky y Grease.
El personaje que describe el sueño a veces lo narra, pero sin ser visto, a los otros personajes presentes en el mismo sueño. En el episodio 8x05 «Stone cold crazy», Jackie menciona que le gusta la canción que suena en la secuencia del sueño de Fez. Normalmente estas escenas son introducidas por una transición de pantalla borrosa. A veces, la transición no se presenta cuando los personajes que imaginan la escena creen que es real —por ejemplo, el sueño de Eric con Donna en 1x02 «Eric's birthday» o el sueño de Jackie en el que Hyde le pide matrimonio en 7x15 «It's all over now». En 1x01 «That's '70s pilot» los chicos imaginan una fiesta en la que ponen las voces a los adultos. Estas van siendo suprimidas cuanto más avanza la serie.
A veces, los demás se enteran de las escenas que se imagina un miembro —lo que significa que los que imaginan la escena se lo cuentan a los demás, mientras que los espectadores ven la escena real de sueño. Tales escenas son generalmente presentadas con pantalla de transición.
En el episodio número 100, «That '70 musical», todas las escenas en la que aparecen cantando son secuencias de sueño de Fez.

### El círculo
Es, por lo general, en el sótano de Eric Forman. El grupo de personajes se sientan en círculo en el que participan en una conversación. La cámara gira lentamente en círculo, parando en cada individuo que habla unos segundos, aunque a veces solo ponen gestos de sorpresa o asombro. Se utiliza principalmente como medio para transmitir a la audiencia que los personajes están bajo la influencia de la marihuana ya que espesas nubes de humo, ideas estúpidas, planos largos y toses dan a entender sutilmente que están bajo el influjo de las drogas.
Para evitar cualquier problema, los productores evitaron cualquier apariencia visual de la marihuana o la mención de la palabra «marihuana» o cualquier término de la jerga a menos que llevara connotaciones negativas, ni siquiera parafernalia como mecheros, ceniceros, pipas de agua.[cita requerida] Sin embargo, en el episodio «Bye-bye basement» Theo —el primo de Leo— se refiere a ella como «hierba».
Sin embargo, surgió un problema creativo al intentar demostrar que los personajes estaban bajo la influencia de las drogas sin que se representen de manera flagrante sus efectos. El comportamiento durante el Círculo, junto con el rápido hilado de la cámara y la presencia de grandes cantidades de humo de incienso permiten la inclusión del consumo recreativo de drogas en el espectáculo sin la necesidad de abordarlo directamente. Uno de los trucos era mostrar de vez en cuando a Eric viendo la pared de la cocina moverse erráticamente —aunque también le pasaba estando borracho—, realizado con un dispositivo mecánico de efectos especiales. Los personajes nunca hablan de la marihuana —excepto en el episodio «Refer madness»—, normalmente la llaman «mercancía». En «The relapse», Kelso le dice a Fez que la pared detrás del gimnasio se utiliza para fumar «hierba y pegar a los novatos»; en «Skip trip», Kitty le pregunta a Eric que por qué se está llevando tanto orégano; en dos episodios —«That wrestling show» y «Hyde moves in»—, Eric y Hyde llevan una camiseta con las palabras «Cannabis sativa» escritas en un bote Campbell de tomate; y en «The Pill», Red, hablando de Kelso, exclama, «¡Este chico fuma drogas!».

### El casco estúpido
Otra característica común de la serie es el «casco estúpido». El casco estúpido es un antiguo casco de Green Bay Packer que un personaje se ve obligado a usar cuando hace algo que se considera tonto por el resto de la pandilla. Este casco es comúnmente usado por Kelso, sin embargo él no es el único que lo ha hecho. Eric tiene que llevarlo cuando le dice a la banda que quiere proponer a Donna casarse con él y Fez tiene que llevarlo también cuando se da golpes contra la mesa por haber ayudado a Hyde a quedarse con Jackie. El casco se puede ver en el sótano en un estante. Cuando la serie concluyó en 2006, Kelso se llevó el casco con él como resultado de la apuesta de llamar estúpido (dumbass en inglés) a Red, cosa que siempre les está diciendo a ellos.

### La torre de agua
En muchos episodios los personajes principales suelen subir a la torre de agua. Al final de cada escena en la torre de agua, al menos uno de los personajes se cae —por lo general Kelso. Cuando Charlie se cae en la octava temporada muere. La torre del agua pasó a denominarse en su honor «Torre de Charlie». En ese momento Kelso dice: «nadie se ha muerto por caerse de la torre de agua» y hace referencia a las veces que él se cayó —10. En ese preciso momento, vuelve a caerse, saliendo intacto y diciéndose a sí mismo que es invencible. Con esta caída suman 11, todo un récord.
En el episodio «Water tower», la banda pinta una hoja de marihuana en la torre, pero parece más como una mano verde mostrando el dedo del medio. En el episodio «Immigrant Song» —también conocido como «A Fez lo pillan»— Kelso dibuja su nombre y el de Jackie en la torre para molestar a Hyde justo antes de caer y terminar en el hospital. Durante este episodio Fez pinta genitales en la torre, pero solo llega a pintar un círculo cuando llega la policía y lo arrestan. Kelso es conocido entre sus amigos por caerse de la torre en cada curso desde la escuela.

### El Oldsmobile Vista Cruiser
En muchos de los episodios de la serie los chicos y Eric aparecen junto o alrededor del Aztec Gold del 1969 de Eric, un Oldsmobile Vista Cruiser, dado por Red a Eric. Durante las siete primeras temporadas de la serie, en los créditos de apertura de la serie podía verse a los chicos dentro del coche.
Ese coche en particular lo adquirió Wilmer Valderrama cuando la serie terminó, comprándolo a Carsey-Warner por $500 dólares USD.[cita requerida]
En agosto de 2009, el Vista Cruiser se nombró como el tercer mejor coche de televisión por MNS Autos.

### Los cambios de escena
Los cambios de escena (también conocido como "transiciones de escenas" o "topes") presenta a los personajes haciendo algo frente a un fondo colorido o psicodélico, o lámpara de la lava como fondo. Se incluye a veces la imagen de espejo del carácter haciendo lo mismo. Estas transiciones siempre presentan a los personajes a punto de aparecer en la próxima escena o a un personaje que estuvo soloen la escena anterior. Las mismas transiciones de escenas se utilizan en todo segundo de la serie a través de la séptima temporada, incluso con Donna con el pelo rojo en la séptima temporada de la serie, a pesar de que el personaje era rubia. Para la octava temporada de la serie, nuevos bumpers fueron creados para adaptarse a los cambios del elenco (el cabello de Donna, Leo como personaje regular, y la inserción de Randy).
En la primera temporada estas escenas eran normalmente imágenes de personalidades típicas de personajes de los 70 moviendo solola boca como en el sketch de Conan O'Brien «Fake Celebrity Interviews» usando syncro-vox, normalmente gritando al estilo de la música rock, «¡Yeahhh!» o algo similar —por ejemplo, Farrah Fawcett diciendo «¡Yeahhh!» o Richard Nixon diciendo «¿Preparado para rocanrolear?.
También en las primeras temporadas, las escenas cambian al no mostrar a nadie, soloun fondo negro con objetos coloridos —como pelotas, balones, o flores— explotando, desinflándose o botando alrededor. A veces se ven lámparas de lava con el logo de la serie flotando hacia la parte superior de la imagen. Otro típica escena de transición muestra una imagen de un animal, persona —a veces una persona popular de la década, como Farrah Fawcett—, u objetos cantando «ohh baby baby baby ohhh» al estilo de Robert Plant.
Las secuencias donde aparecen los personajes bailando o saltando, o incluso haciendo gestos, son usadas generalmente desde la tercera temporada en adelante.
"Nobody's Fault By Mine (2)" es el único episodio en el que Laurie Forman aparece en una transición de escena. Tanya Roberts es la única actriz que no aparece en una transición de escena.

### Frases recurrentes
Una de las mayores frases recurrentes de la serie, la dice Red cuando amenaza con castigar a Eric con variaciones de la frase «patear tu trasero». Por ejemplo, en el episodio «Kitty and Eric's night out», Red piensa erróneamente que Eric ha ofendido a Kitty, así que Red dice, «¡Juro que patearé tu trasero!»; en «Eric's hot cousin», Eric intenta librarse de algo diciendo que es sonámbulo, y Red le dice, «Y yo estoy a punto de "sonambupatear" tu trasero». A veces Red se lo dice a alguien que no es Eric. Por ejemplo, en «Street fighting man», alguien ve a un compañero vistiendo un Bears jersey y un Packer game, y Red dice, «¡Vamos a juntarnos todos y patear su culo!»

#### Otros gags notables
- El insulto favorito de Red es "Idiota", cuyo origen se revela en "That '70s Halloween". Irónicamente, Eric es el primero en decir "idiota" en "Eric’s Burger Job” (temporada 1 episodio 5). El insulto es adoptado por toda la banda e incluso en ocasiones por Kitty. Red viene regularmente con nuevos insultos a elección como "kettlehead" (que se refiere a Kelso).
- El país de origen de Fez, que nunca se revela. A veces, Fez está a punto de revelar de dónde es, o al menos lo insinúan, pero algo sucede para evitar hacerlo, como si alguien entra en la habitación como se ve en "Stolen Car", o Fez hablando raro en "Love of My Life".
- El uso de la palabra "burn" –en español “Quemar”, usualmente traducido como “Fregar” o “Toma”–, un término usado por un personaje después de que algo malo u ofensivo ocurre a expensas de otro personaje. Según Kelso en "Dine y Dash", un buen “Burn” consta de dos elementos: "No lo viste venir, eso es lo que realmente duele".
- Fez usando la frase "Buenos días". Esto es seguido por otro miembro del elenco diciendo: "Pero Fez ..." y Fez inmediatamente interrumpe con una exclamación: "¡Dije buen día!". Hay algunos casos en los que las palabras varían, pero la interacción es la misma.

## Banda sonora: canción
La serie usualmente empieza con el tema «In the Street». En la primera temporada, en la cabecera se emitía la canción original, la de Big Star, pero desde la segunda temporada hasta el final de la serie la canción de la cabecera es una versión de «In the Street», llamada «That '70s Song». Fue grabada por el grupo Cheap Trick. Cheap Trick termina la canción con un estilo setentero que recuerda a la canción «Surrender» —1978. «Surrender» termina con la banda diciendo «We'e all all right», al igual que en la serie, donde los chicos lo dicen en la escena donde están en el coche. En un número de «The Rolling Stones» del 2000, Chilton, miembro de Big Star, menciona que le parece irónico que le paguen 70$ de royalties cada vez que la canción se emite en la serie.
La canción de apertura termina con alguien diciendo «Hello Wisconsin!», en la primera temporada es Steven Hyde, es decir, el actor Danny Masterson, en la segunda temporada es la voz de Robin Zander, cantante de Cheap Trick. Para los episodios de Halloween, Navidad y el musical se hicieron versiones especiales usando un órgano y campanas respectivamente.

### Créditos de inicio
Los créditos de apertura desde la temporada 1 a la 7 muestran a algunos del reparto en el coche de Eric cantando la canción todos juntos. El final es una imagen de la matrícula de Wisconsin del estilo de 1970 —letras y números negros en fondo amarillo— mostrando el año en el que el episodio está tendiendo lugar en la esquina inferior derecha. Después de que Topher Grace y Ashton Kutcher dejen la serie, los créditos de la octava temporada muestra un primer plano de los actores cantando una línea de la canción en El círculo —ejemplo; Mila Kunis «Hanging Out...», Danny Masterson «Down the Street». Los únicos actores que no dicen nada en los créditos son Kurtwood Smith y Tommy Chong a excepción del primer episodio de la octava temporada en el que Chong canta «We're all alright». Smith mira a la cámara y gira los ojos. Chong mira alrededor de la habitación, confuso —probablemente debido a escuchar «Hello Wisconsin!». El episodio final omite la mayor parte de la secuencia de apertura y en su lugar solo muestra el disparo de placa.
Muchas canciones famosas en la década pueden escucharse en la serie, y se lanzaron dos bandas sonoras en 1999. La primera es una colección funk, soul y disco. El segundo álbum está más orientado al rock.
- That '70s Album —Jammin`
- That '70s Album —Rockin

## Octava temporada y final de la serie
El personaje de Eric Forman es eliminado de la serie al final de la séptima temporada, ya que Topher Grace en ese momento quiere dejar de interpretar ese personaje para continuar por otro lado con su carrera. Ashton Kutcher pasa a ser recurrente cuando elige abandonar la serie a partir de la séptima temporada. Sin embargo, Kelso no es eliminado aun, para así darle un mejor final al personaje, Kutcher aparece en los primeros cuatro episodios de la octava temporada —como invitado especial— y después vuelve para el final. Leo (Tommy Chong) —quien reaparece al final de la séptima temporada después de una larga ausencia— se convierte en un personaje regular de nuevo para llenar el hueco de Kelso en el grupo como tonto, Jackie y Hyde se convierten en los personajes centrales de la serie centrándose en su nueva relación y trabajo —Jackie con Fez y Hyde con Samantha. Eric originalmente se plantea ser reemplazado por su nuevo amigo Charlie, interpretado por Brett Harrison, quien prueba tener algo de popularidad con las audiencias, pero el personaje es asesinado después de que Harrison se vaya a la serie The Loop como uno de los personajes principales. Un nuevo personaje llamado Randy Pearson, interpretado por Josh Meyers es introducido para llenar el hueco de Eric pero no es bien recibido por los seguidores y críticos.[cita requerida] Otro personaje nuevo, Samantha, una estríper interpretada por Jud Tylor, fue añadida como la esposa de Hyde por nueve episodios. Tanto Eric como Kelso vuelven para el episodio final de la serie, aunque Grace no es acreditado. La localización de la introducción de la serie también cambia del Oldsmobile Vista Cruiser al Círculo.
La octava temporada es anunciada como la última el 17 de enero de 2006, y el último episodio grabado un mes después el 17 de febrero de 2006, estrenándose en televisión el 18 de mayo de 2006.

## Emisión internacional
| País                | Televisión                                                                            | Notas | Título                                       |
| ------------------- | ------------------------------------------------------------------------------------- | --- | -------------------------------------------- |
| Argentina           | Sony Entertainment Television. Sony Spin                                              | Subtitulado en español. Actualmente por Sony Spin | That 70´s Show                               |
| Canadá              | VRAK.TV                                                                               | En francés | 70                                           |
| Canadá              | FOX, Global TV, CH                                                                    | La estación de televisión FOX está disponible en Canadá. Los canadienses fueron capaces de ver la serie para la totalidad de su plazo en la red. Además, las estaciones 1o-7a aire en la televisión mundial, mientras que la temporada al aire en 8 mundiales de propiedad CH. También fue presentada en latenight Global CH en los mercados donde no está disponible. |                                              |
| Canadá              | Telemundo                                                                             | En español |                                              |
| Reino Unido         | Trouble                                                                               | |                                              |
| Reino Unido         | Paramount Comedy                                                                      | |                                              |
| Reino Unido         | Virgin 1                                                                              | |                                              |
| Reino Unido         | MTV One                                                                               | |                                              |
| Reino Unido         | Bravo 2                                                                               | |                                              |
| Reino Unido         | VH1                                                                                   | |                                              |
| Reino Unido         | Channel 5                                                                             | |                                              |
| Irlanda             | RTÉ Two                                                                               | |                                              |
| Irlanda             | Channel 6                                                                             | |                                              |
| España              | Paramount Comedy                                                                      | | Aquellos maravillosos 70                     |
| España              | Neox                                                                                  | | Aquellos maravillosos 70                     |
| España              | Localia                                                                               | | Aquellos maravillosos 70                     |
| Filipinas           | Associated Broadcasting Company, Jack TV                                              | Aunque ABC 5 —ahora TV5— emitió la Temporada 1 al aire en 2002 —no en orden—, Jack TV tomó la iniciativa y comenzó a emitir las ocho temporadas en el 2006. |                                              |
| Polonia             | Polsat                                                                                | | Różowe lata siedemdziesiąte —Pink '70s years |
| Países Bajos        | Comedy Central                                                                        | |                                              |
| Dinamarca           | TV2 Zulu                                                                              | | Dengang i 70'erne                            |
| Noruega             | TV2                                                                                   | | That 70's Show                               |
| Rumania             | Naţional TV                                                                           | | www.rebelii.70                               |
| Australia           | Seven Network                                                                         | |                                              |
| Australia           | 111 Hits                                                                              | 7:30 de la tarde, 12:30 p. m.-2:00 p. m. Tardes de fin de semana, 7:30-8:30 p. m. domingos por la noche. |                                              |
| México              | Televisa Canal 5, Animax, Televisa Regional (varias estaciones de la red) (2012-2013) | | El Show de los 70s                           |
| Brasil              | Rede 21                                                                               | Hasta 2006 |                                              |
| Brasil              | Rede Bandeirantes                                                                     | |                                              |
| Macedonia del Norte | Sitel                                                                                 | |                                              |
| Estonia             | ETV                                                                                   | | Kuumad seitsmekümnendad —The Hot '70s        |
| Finlandia           | Nelonen                                                                               | | 70's Show                                    |
| Nueva Zelanda       | TV 2                                                                                  | Saldrá al aire en la estación de TV3 —véase más adelante |                                              |
| Nueva Zelanda       | TV3                                                                                   | |                                              |
| Nueva Zelanda       | the BOX                                                                               | |                                              |
| Bélgica             | 2BE                                                                                   | |                                              |
| Francia             | France 2                                                                              | |                                              |
| Francia             | Comédie!                                                                              | |                                              |
| Francia             | NRJ12                                                                                 | |                                              |
| Alemania            | Kabel 1, RTL                                                                          | Las dos últimas temporadas no estuvieron en el aire hasta agosto de 2008. | Die wilden Siebziger —Those Wild '70s        |
| Suecia              | TV4                                                                                   | | That 70's Show                               |
| Serbia              | B92                                                                                   | | Vesele sedamdesete                           |
| Eslovenia           | Kanal A                                                                               | Todas las estaciones al aire. | Oh, ta sedemdeseta —Oh, That 70s             |
| Eslovaquia          | Markíza                                                                               | Primeras cuatro temporadas al aire denominado en eslovaco. | Tie roky 70                                  |
| Montenegro          | Atlas TV                                                                              | |                                              |
| Croacia             | Nova TV                                                                               | | Lude sedamdesete —Crazy 70s                  |
| Bulgaria            | GTV                                                                                   | Estrenada en 2008. Temporadas 1 y 2 doblado en búlgaro. | Шеметни години —Dizzy Years                  |
| Turquía             | TV8, ComedySmart                                                                      | |                                              |
| Colombia            | Teleantioquia Canal Capital                                                           | Versión doblada al español. Se presenta en el Bloque La Hora Retro todos los domingos. CANAL CAPITAL 2006 A 2008 LUNES A VIERNES | That '70s Show                               |
| Panamá              | TVO- Canal 21                                                                         | | That '70s Show                               |
| Perú                | Frecuencia Latina, actualmente se emite en Animax                                     | Subtitulado en español | That '70s Show                               |
| Israel              | Hot 3, Star World, HOT VOD, Bip                                                       | | מופע שנות השבעים —The '70s Show              |
| Portugal            | TVI                                                                                   | |                                              |
| Bosnia Herzegovina  | OBN                                                                                   | | Lude 70 —Crazy 70                            |
| Venezuela           | Televen                                                                               | | El Show de los 70                            |
| Tailandia           | True Series, Star World                                                               | | That '70s Show                               |
| Pakistán            | Star World                                                                            | | That '70s Show                               |
| Sudáfrica           | M-net                                                                                 | | That '70s Show                               |
| India               | Star World                                                                            | | That '70s Show                               |
| Italia              | Prima TV                                                                              | |                                              |

## Emisión en canales locales
En los EE. UU., a fecha de 9 de septiembre de 2010 la serie es emitida por varios canales de cable locales, incluido ABC Family, TeenNick, y MTV, junto con filiales locales de Fox, The CW y MyNetworkTV.

## Versiones en otros países
| País        | Nombre           | Estreno       | Final         | Canal       | Episodios | Notas |
| ----------- | ---------------- | ------------- | ------------- | ----------- | --------- | --- |
| Reino Unido | Days Like These  | 1999          |               | ITV         | 13        | Cancelado por baja audiencia. El guion era prácticamente el mismo, soloalgunos cambios en lo que respecta a referencias culturales. |
| Chile       | Mis años grossos | Marzo de 2009 | Abril de 2009 | Chilevisión | 50        | Ambientada en Chile a finales de los años 80, se canceló repentinamente después de un mes y medio al aire, ya que al poco tiempo el actor Gonzalo Olave, quien personifica a Eric Forman —Rodrigo Molina en la versión chilena—, muere en un accidente automovilístico el 4 de abril de 2009. |

## Parodias
El programa del bloque Adult Swim: Robot Chicken hizo un corto titulado That 00's Show, una especie de tributo mostrando cómo las próximas generaciones se burlarían de la generación de los años 2000.

## Elenco
| Personaje       | Actor original —Estados Unidos                                                     | Aquellos Maravillosos 70 Actor de voz —España | El Show de los 70 Actor de voz —Hispanoamérica |
| --------------- | ---------------------------------------------------------------------------------- | --------------------------------------------- | ---------------------------------------------- |
| Eric Forman     | Topher Grace -Temporada 1/Temporada 7/Último episodio (no acreditado) temporada 8- | Pablo Sevilla                                 | Irwin Daayán                                   |
| Donna Pinciotti | Laura Prepon -Temporada 1/Temporada 8-                                             | Adelaida López y Pilar Martín (sustitución)   | Laura Torres                                   |
| Steven Hyde     | Danny Masterson -Temporada 1/Temporada 8-                                          | Eduardo Bosch                                 | José Antonio Macías                            |
| Michael Kelso   | Ashton Kutcher-Temporada 1/Temporada 7/5 episodios en la temporada 8-              | Juan Antonio García Sainz de la Maza          | Ricardo Mendoza                                |
| Jackie Burkhart | Mila Kunis-Temporada 1/Temporada 8-                                                | Sandra Jara                                   | Cristina Hernández                             |
| Fez             | Wilmer Valderrama-Temporada 1/Temporada 8-                                         | Pablo Tribaldos                               | Eduardo Garza                                  |
| Red Forman      | Kurtwood Smith-Temporada 1/Temporada 8-                                            | Luis Mas                                      | Gerardo Reyero                                 |
| Kitty Forman    | Debra Jo Rupp-Temporada 1/Temporada 8-                                             | Chelo Vivares                                 | Magda Giner                                    |
| Laurie Forman   | Lisa Robin Kelly Christina Moore                                                   | Yolanda Pérez Segoviano                       | Gabriela Willert                               |
| Midge Pinciotti | Tanya Roberts                                                                      | Begoña Hernando                               | Yolanda Vidal                                  |

`

## Episodios
| Temporada | Temporada | Episodios | Fecha de estreno         | Fecha de estreno    |
| Temporada | Temporada | Episodios | Comienzo                 | Final               |
| --------- | --------- | --------- | ------------------------ | ------------------- |
|           | 1         | 25        | 22 de agosto de 1998     | 26 de julio de 1999 |
|           | 2         | 26        | 28 de septiembre de 1999 | 22 de mayo de 2000  |
|           | 3         | 25        | 3 de octubre de 2000     | 22 de mayo de 2001  |
|           | 4         | 27        | 25 de septiembre de 2001 | 21 de mayo de 2002  |
|           | 5         | 25        | 17 de septiembre de 2002 | 14 de mayo de 2003  |
|           | 6         | 25        | 29 de octubre de 2003    | 19 de mayo de 2004  |
|           | 7         | 25        | 8 de septiembre de 2004  | 18 de mayo de 2005  |
|           | 8         | 22        | 2 de noviembre de 2005   | 18 de mayo de 2006  |

## Espectadores en EE.UU. por temporadas
| Temporada | Temporada | Episodios | Estreno                  | Final               | Clasificación | Espectadores —en millones |
| --------- | --------- | --------- | ------------------------ | ------------------- | ------------- | ------------------------- |
| 1         | 1998–1999 | 25        | 23 de agosto de 1998     | 26 de julio de 1999 | #49           | 11.7                      |
| 2         | 1999–2000 | 26        | 28 de septiembre de 1999 | 22 de mayo de 2000  | #66           | 9.06                      |
| 3         | 2000–2001 | 25        | 3 de octubre de 2000     | 22 de mayo de 2001  | #67           | 9.1                       |
| 4         | 2001–2002 | 27        | 25 de septiembre de 2001 | 21 de mayo de 2002  | #58           | 11.1                      |
| 5         | 2002–2003 | 25        | 30 de agosto de 2002     | 14 de mayo de 2003  | #54           | 10.06                     |
| 6         | 2003–2004 | 25        | 29 de octubre de 2003    | 19 de mayo de 2004  | #49           | 11.04                     |
| 7         | 2004–2005 | 25        | 8 de septiembre de 2004  | 18 de mayo de 2005  | #85           | 7.0                       |
| 8         | 2005–2006 | 22        | 2 de noviembre de 2005   | 18 de mayo de 2006  | #103          | 5.8                       |